# Jason Hawes
Jason Hawes Conrad (Canandaigua, 27 dicembre 1971) è il fondatore della The Atlantic Paranormal Society (TAPS), la quale ha sede a Warwick, Rhode Island.
È anche uno dei protagonisti di Ghost Hunters.

## Biografia

### Famiglia
Lui e sua moglie hanno cinque figli: tre ragazze e due ragazzi. I bambini di Jason considerano Grant Wilson come uno zio adottato, e i figli di Grant pensano lo stesso su Jason. Le loro mogli (anche loro amiche) rispettano le missioni della TAPS, ma mantengono le distanze e hanno chiesto ai loro mariti di non portare a casa il loro lavoro paranormale.

### Interessi e hobby
Hawes ha vari interessi al di fuori della TAPS, tra cui le belle arti, pesca d'altura, in competizione nelle arti marziali, campeggio trekking, la cucina, e ha scritto due libri sul paranormale e quattro sci-fi / thriller di sceneggiature. Lui e Grant Wilson (collega della TAPS) sono collaboratori di lunga data per il loro lavoro di giorno da idraulici per l'associazione Roto Rooter. I due sono anche proprietari della Spalding Inn, con sede a Whitefield, New Hampshire.

### Opere di carità
Hawes e Wilson hanno sfruttato i loro eventi da cacciatori di fantasmi per raccogliere fondi per varie associazioni di beneficenza, come le Shriners Hospitals for Children e Cure Kids Cancer.

### Minacce dalla posta elettronica
Nel marzo del 2005, Barry Clinton Eckstrom, ha iniziato a inviare minacce via e-mail a Jason Hawes, fondatore della TAPS. Hawes ha allertato l'FBI. Quando le minacce hanno cominciato a comprendere anche l'allora presidente George W. Bush, il servizio segreto fu coinvolto. Eckstrom ha anche usato il nome di Hawes per inviare e-mail ad alcuni membri femminili della TAPS, in cui ha minacciato di violentarle e ucciderle. Mentre era sotto sorveglianza dagli agenti federali, Eckstrom ha utilizzato un computer di una biblioteca di Bethel Park (Pennsylvania) per inviare una e-mail a nome di Hawes alla sede Cincinnati di Roto Rooter, minacciando di sparare ai dipendenti. Più Avanti, Eckstrom ha scritto un messaggio che minacciava di uccidere il presidente Bush, ancora una volta a nome di Hawes, utilizzando il sito del Dipartimento della Homeland Security. Prima che potesse inviare il messaggio, è stato arrestato. A causa di queste attività, Eckstrom è stato condannato a due anni di prigione federale nel gennaio 2006.

## Critiche
Il ricercatore e autore Benjamin Radford revisionò un libro di Hawes "Ghost Hunting" scrivendo "Hawes assegna un totale di quattro paragrafi (in 273 pagine) di un capitolo intitolato 'L'approccio scientifico'. Lui non ha molto da dire su metodi scientifici o scientifico , e in effetti è il capitolo più breve del libro".